# British Fantasy Award
British Fantasy Award (BFA) är ett brittiskt litterärt pris som delas ut årligen av The British Fantasy Society tilldelas de bästa verken inom huvudsakligen fantasy och skräck. Priset instiftades 1971 till minne av författaren August Derleth, och hette ursprungligen August Derleth Fantasy Awards. Priset bytte namn till British Fantasy Award 1976. Prismottagare bestäms varje år av en kombination av juryröster och medlemsröster.

## Kategorier
Novel (Roman) – sedan 1972. Har kvar namnet The August Derleth Fantasy Award. Delades 2012 i fler genrer.
Special Award – sedan 1973. Delades inte ut mellan 1974 och 1980. Heter sedan 2009 Karl Edward Wagner Award.
Comic (Serier) – Delades ut 1973–1980. Delas sedan 2009 ut under kategorikombinationen Comic/Graphic Novel.
Short story (Novell) – Sedan 1973.
Film – Sedan 1973. Delades inte ut 1991–2008.
Small press (utgivning från små förlag) – Sedan 1977. Heter mellan 2009 och 2013 the PS Publishing Award. Sedan 2015 Independent Press.
Artist (konstnär) – Sedan 1977.
Icarus Award – Pris för årets "nykomling". Delades endast ut 1988–1989.
Newcomer (nykomling) – Ersatte Icarus Award fr.o.m. 1990. Delades inte ut 1996–2006. Sedan 2009 under nament the Sydney J. Bounds Award.
Collection (Samlingsalbum/bok) – Sedan 1991. Delades fr.o.m. 1999 upp i Collection och Anthology (antologi).
Novella (kortroman) – Sedan 2005.
Non-Fiction – Sedan 2008.
Magazine/Periodical: Sedan 2009.
Television – Sedan 2009.
Fantasy Novel (the Robert Holdstock Award) – Sedan 2012.
Horror Novel (skräckroman) – Sedan 2012, och under namnet the August Derleth Award.
Screenplay (filmmanus) – Sedan 2012.
Film/television episode – Sedan 2014.

## Pristagare

### 1972
| Kategori | Titel                    | Pristagare       |
| -------- | ------------------------ | ---------------- |
| Roman    | The Knight of the Swords | Michael Moorcock |

### 1973
| Kategori      | Titel                  | Pristagare        |
| ------------- | ---------------------- | ----------------- |
| Serietidning  | Conan                  |                   |
| Film          | Tales from the Crypt   |                   |
| Roman         | The King of the Swords | Michael Moorcock  |
| Novell        | The Fallible Fiend     | L Sprague de Camp |
| Special Award | Marches of Valhalla    | Robert E Howard   |

### 1974
| Kategori     | Titel                | Pristagare       |
| ------------ | -------------------- | ---------------- |
| Serietidning | Conan                |                  |
| Film         | Legend of Hell House |                  |
| Roman        | Hrolf Kraki’s Saga   | Poul Anderson    |
| Novell       | The Jade Man’s Eyes  | Michael Moorcock |

### 1975
| Kategori     | Titel                      | Pristagare         |
| ------------ | -------------------------- | ------------------ |
| Serietidning | Savage Sword of Conan      |                    |
| Film         | Exorcisten                 |                    |
| Roman        | The Sword and the Stallion | Michael Moorcock   |
| Novell       | Sticks                     | Karl Edward Wagner |

### 1976
| Kategori     | Titel                       | Pristagare       |
| ------------ | --------------------------- | ---------------- |
| Serietidning | Savage Sword of Conan       |                  |
| Film         | Monty Pythons galna värld   |                  |
| Roman        | The Hollow Lands            | Michael Moorcock |
| Novell       | Second Book of Fritz Lieber | Fritz Lieber     |

### 1977
| Kategori      | Titel                     | Pristagare         |
| ------------- | ------------------------- | ------------------ |
| Konstnär      | The Sacrifice             | Michael Kaluta     |
| Serietidning  | Howard the Duck #3        |                    |
| Film          | Omen                      |                    |
| Roman         | The Dragon and The George | Gordon Dickson     |
| Novell        | Two Suns Setting          | Karl Edward Wagner |
| "Small Press" | Anduril                   | John Martin        |

### 1978
| Kategori      | Titel                          | Pristagare                     |
| ------------- | ------------------------------ | ------------------------------ |
| Konstnär      |                                | Steve Fabian                   |
| Serietidning  | Marvel Premiere 38: Weirdworld |                                |
| Film          | Carrie                         |                                |
| Roman         | A Spell for Chameleon          | Piers Anthony                  |
| Novell        | In the Bag                     | Ramsey Campbell                |
| "Small Press" | Fantasy Tales 1                | Stephen Jones och David Sutton |

### 1979
| Kategori      | Titel                                         | Pristagare                     |
| ------------- | --------------------------------------------- | ------------------------------ |
| Konstnär      | Amazon Princess and her Pet                   | Boris Vallejo                  |
| Serietidning  | The Scarlet Citadel                           | Roy Thomas och Frank Brunner   |
| Film          | Närkontakt av tredje graden                   |                                |
| Roman         | Krönikorna om Thomas Covenant, den klentrogne | Stephen Donaldson              |
| Novell        | Jeffty is Five                                | Harlan Ellison                 |
| "Small Press" | Fantasy Tales 2                               | Stephen Jones och David Sutton |

### 1980
| Kategori      | Titel             | Pristagare                     |
| ------------- | ----------------- | ------------------------------ |
| Konstnär      |                   | Stephen Fabian                 |
| Serietidning  | Heavy Metal       |                                |
| Film          | Alien             |                                |
| Roman         | Death’s Master    | Tanith Lee                     |
| Novell        | The Button Molder | Fritz Leiber                   |
| "Small Press" | Fantasy Tales 3   | Stephen Jones och David Sutton |

### 1981
| Kategori      | Titel                      | Pristagare                                    |
| ------------- | -------------------------- | --------------------------------------------- |
| Konstnär      |                            | Dave Carson                                   |
| Film          | Rymdimperiet slår tillbaka |                                               |
| Roman         | To Wake The Dead           | Ramsey Campbell                               |
| Novell        | The Stains                 | Robert Aickman                                |
| "Small Press" | Airgedlamh                 | Dave McFerran, Stephen Jones och David Sutton |
| Special Award |                            | Stephen King                                  |

### 1982
| Kategori      | Titel                           | Pristagare                     |
| ------------- | ------------------------------- | ------------------------------ |
| Konstnär      |                                 | Dave Carson                    |
| Film          | Jakten på den försvunna skatten |                                |
| Roman         | Cujo                            | Stephen King                   |
| Novell        | The Dark Country                | Dennis Etchison                |
| "Small Press" | Fantasy Tales                   | Stephen Jones och David Sutton |

### 1983
| Kategori      | Titel                | Pristagare                     |
| ------------- | -------------------- | ------------------------------ |
| Konstnär      |                      | Dave Carson                    |
| Film          | Blade Runner         |                                |
| Roman         | Liktorns svärd       | Gene Wolfe                     |
| Novell        | The Breathing Method | Stephen King                   |
| "Small Press" | Fantasy Tales        | Stephen Jones och David Sutton |
| Special Award |                      | Karl Edward Wagner             |

### 1984
| Kategori      | Titel                   | Pristagare         |
| ------------- | ----------------------- | ------------------ |
| Konstnär      |                         | Rowena Morrill     |
| Film          | Videodrome              |                    |
| Roman         | Drakens dag             | Peter Straub       |
| Novell        | Neither Brute Nor Human | Karl Edward Wagner |
| "Small Press" | Ghosts & Scholars       | Ro Pardoe          |

### 1985
| Kategori      | Titel                    | Pristagare          |
| ------------- | ------------------------ | ------------------- |
| Konstnär      |                          | Stephen Fabian      |
| Film          | Ghostbusters             |                     |
| Roman         | Incarnate                | Ramsey Campbell     |
| Novell        | In the Hills, the Cities | Clive Barker        |
| "Small Press" | Whispers                 | Stuart David Schiff |
| Special Award |                          | Manly Wade Wellman  |

### 1986
| Kategori      | Titel                   | Pristagare                     |
| ------------- | ----------------------- | ------------------------------ |
| Konstnär      |                         | JK Potter                      |
| Film          | Nightmare on Elm Street |                                |
| Roman         | The Ceremonies          | TED Kline                      |
| Novell        | The Forbidden           | Clive Barker                   |
| "Small Press" | Fantasy Tales           | Stephen Jones och David Sutton |
| Special Award |                         | Les Flood                      |

### 1987
| Kategori      | Titel                | Pristagare                     |
| ------------- | -------------------- | ------------------------------ |
| Konstnär      |                      | JK Potter                      |
| Film          | Aliens - Återkomsten |                                |
| Roman         | Det                  | Stephen King                   |
| Novell        | The Olympic Runner   | Dennis Etchison                |
| "Small Press" | Fantasy Tales        | Stephen Jones och David Sutton |
| Special Award |                      | Charles L Grant                |

### 1988
| Kategori      | Titel           | Pristagare       |
| ------------- | --------------- | ---------------- |
| Konstnär      |                 | JK Potter        |
| Film          | Hellraiser      |                  |
| Icarus Award  |                 | Carl Ford        |
| Roman         | The Hungry Moon | Ramsey Campbell  |
| Novell        | Leaks           | Steve Rasnic Tem |
| "Small Press" | Dagon           | Carl Ford        |

### 1989
| Kategori      | Titel           | Pristagare            |
| ------------- | --------------- | --------------------- |
| Konstnär      |                 | Dave Carson           |
| Film          | Beetlejuice     |                       |
| Icarus Award  |                 | John Gilbert          |
| Roman         | The Influence   | Ramsey Campbell       |
| Novell        | Fruiting Bodies | Brian Lumley          |
| "Small Press" | Dagon           | Carl Ford             |
| Special Award |                 | Ronald Chetwynd-Hayes |

### 1990
| Kategori      | Titel                                        | Pristagare     |
| ------------- | -------------------------------------------- | -------------- |
| Konstnär      |                                              | Dave Carson    |
| Film          | Indiana Jones och det sista korståget        |                |
| Nykomling     |                                              | Nancy Collins  |
| Roman         | Carrion Comfort                              | Dan Simmons    |
| Novell        | On The Far Side Of The Desert With Dead Folk | Joe Lansdale   |
| "Small Press" | Dagon                                        | Carl Ford      |
| Special Award |                                              | Peter Coleborn |

### 1991
| Kategori      | Titel                 | Pristagare                        |
| ------------- | --------------------- | --------------------------------- |
| Konstnär      |                       | Les Edwards                       |
| Samling       | Best New Horror       | Stephen Jones och Ramsey Campbell |
| Roman         | Midnight Sun          | Ramsey Campbell                   |
| Novell        | The Man Who Drew Cats | Michael Marshall Smith            |
| "Small Press" | Dagon                 | Carl Ford                         |
| Special Award |                       | Dorothy Lumley                    |

### 1992
| Kategori      | Titel                  | Pristagare                   |
| ------------- | ---------------------- | ---------------------------- |
| Konstnär      |                        | Jim Pitts                    |
| Samling       | Darklands              | Nicholas Royle               |
| Nykomling     |                        | Melanie Tem                  |
| Roman         | Outside the Dog Museum | Jonathan Carroll             |
| Novell        | The Dark Land          | Michael Marshall Smith       |
| "Small Press" | Peeping Tom            | David Bell och Stuart Hughes |
| Special Award |                        | Andrew Porter                |

### 1993
| Kategori      | Titel              | Pristagare                   |
| ------------- | ------------------ | ---------------------------- |
| Konstnär      |                    | Jim Pitts                    |
| Samling       | Darklands 2        | Nicholas Royle               |
| Nykomling     |                    | Conrad Williams              |
| Roman         | Dark Sister        | Graham Joyce                 |
| Novell        | Night Shift Sister | Nicholas Royle               |
| "Small Press" | Peeping Tom        | David Bell och Stuart Hughes |
| Special Award |                    | Michael Moorcock             |

### 1994
| Kategori      | Titel         | Pristagare                     |
| ------------- | ------------- | ------------------------------ |
| Konstnär      |               | Les Edwards                    |
| Samling       | Dark Voices 5 | David Sutton och Stephen Jones |
| Nykomling     |               | Poppy Z Brite                  |
| Roman         | The Long Lost | Ramsey Campbell                |
| Novell        | The Dog Park  | Dennis Etchison                |
| "Small Press" | Dementia 13   | Pam Creais                     |
| Special Award |               | Dave Sutton                    |

### 1995
| Kategori      | Titel                       | Pristagare                                            |
| ------------- | --------------------------- | ----------------------------------------------------- |
| Konstnär      |                             | Martin McKenna                                        |
| Samling       | The Earthwire               | Joel Lane                                             |
| Nykomling     |                             | Maggie Furey                                          |
| Roman         | Only Forward                | Michael Marshall Smith                                |
| Novell        | The Temptation of Dr. Stein | Paul McAuley                                          |
| "Small Press" | Necrofile                   | Stefan Dziemianowicz, S.T. Joshi och Michael Morrison |
| Special Award |                             | John Jarrold                                          |

### 1996
| Kategori      | Titel                                                            | Pristagare                        |
| ------------- | ---------------------------------------------------------------- | --------------------------------- |
| Konstnär      |                                                                  | Josh Kirby                        |
| Samling       | Last Rites and Resurrections: Stories from The Third Alternative | Andy Cox                          |
| Roman         | Requiem                                                          | Graham Joyce                      |
| Novell        | More Tomorrow                                                    | Michael Marshall Smith            |
| "Small Press" | The Third Alternative                                            | Andy Cox                          |
| Special Award |                                                                  | Mike O’Driscoll och Steve Lockley |

### 1997
| Kategori      | Titel                      | Pristagare     |
| ------------- | -------------------------- | -------------- |
| Konstnär      |                            | Jim Burns      |
| Samling       | The Nightmare Factory      | Thomas Ligotti |
| Roman         | The Tooth Fairy            | Graham Joyce   |
| Novell        | Dancing About Architecture | Martin Simpson |
| "Small Press" | H.P. Lovecraft: a Life     | S.T. Joshi     |
| Special Award |                            | Jo Fletcher    |

### 1998
| Kategori      | Titel                                       | Pristagare                     |
| ------------- | ------------------------------------------- | ------------------------------ |
| Konstnär      |                                             | Jim Burns                      |
| Samling       | Dark Terrors 3: the Gollancz Book of Horror | Stephen Jones och David Sutton |
| Roman         | Tower of the King’s Daughter                | Chaz Brenchley                 |
| Novell        | Wageslaves                                  | Christopher Fowler             |
| "Small Press" | Interzone                                   | David Pringle                  |
| Special Award |                                             | D.F. Lewis                     |

### 1999
| Kategori      | Titel                                       | Pristagare                     |
| ------------- | ------------------------------------------- | ------------------------------ |
| Antologi      | Dark Terrors 4: the Gollancz Book of Horror | Stephen Jones och David Sutton |
| Konstnär      |                                             | Bob Covington                  |
| Samling       | Ghosts and Grisly Things                    | Ramsey Campbell                |
| Roman         | Benrangel                                   | Stephen King                   |
| Novell        | The Song My Sister Sang                     | Stephen Laws                   |
| "Small Press" | The Third Alternative                       | Andy Cox                       |
| Special Award |                                             | Diana Wynne Jones              |

### 2000
| Kategori      | Titel                                  | Pristagare     |
| ------------- | -------------------------------------- | -------------- |
| Antologi      | The Mammoth Book of Best New Horror 10 | Stephen Jones  |
| Konstnär      |                                        | Les Edwards    |
| Samling       | Lonesome Roads                         | Peter Crowther |
| Roman         | Indigo                                 | Graham Joyce   |
| Novell        | White                                  | Tim Lebbon     |
| "Small Press" | Razorblade Press                       | Darren Floyd   |
| Special Award |                                        | Anne McCaffrey |

### 2001
| Kategori      | Titel                                     | Pristagare     |
| ------------- | ----------------------------------------- | -------------- |
| Antologi      | Hideous Progeny: a Frankenstein Anthology | Brian Willis   |
| Konstnär      |                                           | Jim Burns      |
| Samling       | Where the Bodies Are Buried               | Kim Newman     |
| Roman         | Perdido Street Station                    | China Mieville |
| Novell        | Naming of Parts                           | Tim Lebbon     |
| "Small Press" | PS Publishing                             | Peter Crowther |
| Special Award |                                           | Peter Haining  |

### 2002
| Kategori      | Titel                                  | Pristagare     |
| ------------- | -------------------------------------- | -------------- |
| Konstnär      |                                        | Jim Burns      |
| Antologi      | The Mammoth Book of Best New Horror 12 | Stephen Jones  |
| Samling       | Aftershocks                            | Paul Finch     |
| Roman         | The Night of the Triffids              | Simon Clark    |
| Novell        | Goblin City Lights                     | Simon Clark    |
| "Small Press" | PS Publishing                          | Peter Crowther |

### 2003
| Antologi      | Keep Out the Night                       | Stephen Jones   |
| Konstnär      |                                          | Les Edwards     |
| Samling       | Probably: On Horror and Sundry Fantasies | Ramsey Campbell |
| Roman         | The Scar                                 | China Mieville  |
| Novell        | The Fairy Feller’s Master Stroke         | Mark Chadbourn  |
| "Small Press" | PS Publishing                            | Peter Crowther  |
| Special Award |                                          | Alan Garner     |

### 2004
| Antologi      | The Mammoth Book of Best New Horror 14 | Stephen Jones      |
| Konstnär      |                                        | Les Edwards        |
| Samling       | Told By the Dead                       | Ramsey Campbell    |
| Roman         | Full Dark House                        | Christopher Fowler |
| Novell        | American Waitress                      | Christopher Fowler |
| "Small Press" | PS Publishing                          | Peter Crowther     |
| Special Award |                                        | Peter Jackson      |

### 2005
| Antologi      | The Alsiso Project                   | Andrew Hook        |
| Konstnär      |                                      | Les Edwards        |
| Samling       | Out of His Mind                      | Stephen Gallagher  |
| Roman         | Det mörka tornet 7: Det mörka tornet | Stephen King       |
| Kortroman     | Breathe                              | Christopher Fowler |
| Novell        | Black Static                         | Paul Meloy         |
| "Small Press" | Elastic Press                        | Andrew Hook        |
| Special Award |                                      | Nigel Kneale       |

### 2006
| Antologi      | The Elastic Book of Numbers | Allen Ashley   |
| Konstnär      |                             | Les Edwards    |
| Samling       | Vålnader                    | Joe Hill       |
| Roman         | Anansi Boys                 | Neil Gaiman    |
| Kortroman     | The Mask Behind the Face    | Stuart Young   |
| Novell        | Best New Horror             | Joe Hill       |
| "Small Press" | PS Publishing               | Peter Crowther |
| Special Award |                             | Stephen Jones  |

### 2007
| Antologi      | Extended Play: The Elastic Book of Music | Gary Couzens   |
| Konstnär      |                                          | Vincent Chong  |
| Samling       | Fragile Things                           | Neil Gaiman    |
| Nykomling     |                                          | Joe Hill       |
| Roman         | Dusk                                     | Tim Lebbon     |
| Kortroman     | Kid                                      | Paul Finch     |
| Novell        | Whisper Lane                             | Mark Chadbourn |
| "Small Press" | PS Publishing                            | Peter Crowther |
| Special Award |                                          | Ellen Datlow   |

### 2008
| Antologi      | The Mammoth Book of Best New Horror 18 | Stephen Jones      |
| Konstnär      |                                        | Vincent Chong      |
| Samling       | Old Devil Moon (Serpents Tail)         | Christopher Fowler |
| Nykomling     |                                        | Scott Lynch        |
| Non-Fiction   | Whispers of Wickedness Reviews         | Peter Tennant      |
| Roman         | The Grin of the Dark                   | Ramsey Campbell    |
| Kortroman     | The Scalding Rooms                     | Conrad Williams    |
| Novell        | My Stone Desire                        | Joel Lane          |
| "Small Press" | PS Publishing                          | Peter Crowther     |
| Special Award |                                        | Ray Harryhausen    |

### 2009
| Antologi               | The Mammoth Book of Best New Horror 19 | Stephen Jones                    |
| Konstnär               |                                        | Vincent Chong                    |
| Samling                | Bull Running for Girls                 | Allyson Bird                     |
| Serier / grafisk roman | Locke and Key                          | Joe Hill och Gabriel Rodriguez   |
| Film                   | The Dark Knight                        | Christopher Nolan                |
| Magazine/Periodical    | Postscripts                            | Peter Crowther och Nick Gevers   |
| Nykomling              | Meat                                   | Joseph D’Lacey                   |
| Non-Fiction            | Basil Copper: A Life in Books          | Stephen Jones                    |
| Roman                  | Memoirs of a Master Forger             | William Heaney, aka Graham Joyce |
| Kortroman              | The Reach of Children                  | Tim Lebbon                       |
| Novell                 | Do You See                             | Sarah Pinborough                 |
| "Small Press"          | Elastic Press                          | Andrew Hook                      |
| Special Award          |                                        | Hayao Miyazaki                   |

### 2010
| Antologi               | The Mammoth Book of Best New Horror 20     | Stephen Jones                       |
| Konstnär               |                                            | Vincent Chong                       |
| Samling                | Love Songs For The Shy And Cynical         | Robert Shearman                     |
| Serier / grafisk roman | Whatever Happened To The Caped Crusader?   | Neil Gaiman och Andy Kubert         |
| Film                   | Låt den rätte komma in                     | Tomas Alfredson                     |
| Magazine/Periodical    | Murky Depths                               | Terry Martin                        |
| Nykomling              | Living With Ghosts                         | Kari Sperring                       |
| Non-Fiction            | Ansible                                    | David Langford                      |
| Roman                  | One                                        | Conrad Williams                     |
| Kortroman              | The Language of Dying                      | Sarah Pinborough                    |
| Novell                 | What Happens When You Wake Up In The Night | Michael Marshall Smith              |
| "Small Press"          | Telos Publishing                           | David Howe och Stephen James Walker |
| TV                     | Doctor Who                                 | Russell T Davies                    |
| Special Award          |                                            | Robert Holdstock                    |

### 2011
| Antologi               | Back from the Dead: The Legacy of the Pan Book of Horror Stories | Johnny Mains                        |
| Konstnär               |                                                                  | Vincent Chong                       |
| Samling                | Full Dark, No Stars                                              | Stephen King                        |
| Serier / grafisk roman | At the Mountains of Madness: a Graphic Novel                     | Ian Culbard                         |
| Film                   | Inception                                                        | Christopher Nolan                   |
| Magazine/Periodical    | Black Static                                                     | Andy Cox                            |
| Nykomling              | Mr Shivers                                                       | Robert Jackson Bennet               |
| Non-Fiction            | Altered Visions: The Art of Vincent Chong                        |                                     |
| Roman                  |                                                                  |                                     |
| Kortroman              | Humpty’s Bones                                                   | Simon Clark                         |
| Novell                 | Fool’s Gold                                                      | Sam Stone                           |
| "Small Press"          | Telos Publishing                                                 | David Howe och Stephen James Walker |
| TV                     | Sherlock                                                         |                                     |
| Special Award          |                                                                  | Terry Pratchett                     |

### 2012
| Antologi               | The Weird                                         | Jeff VanderMeer och Ann VanderMeer |
| Konstnär               |                                                   | Daniele Serra                      |
| Samling                | Everyone’s Just So So Special                     | Robert Shearman                    |
| Serier / grafisk roman | Locke and Key                                     | Joe Hill och Gabriel Rodriguez     |
| Fantasyroman           | Among Others                                      | Jo Walton                          |
| Skräckroman            | The Ritual                                        | Adam Nevill                        |
| Magazine/Periodical    | Black Static                                      | Andy Cox                           |
| Nykomling              | God’s War                                         | Kameron Hurley                     |
| Non-Fiction            | Supergods: Our World in the Age of the Super Hero | Grant Morrison                     |
| Kortroman              | Gorel and the Pot Bellied God                     | Lavie Tidhar                       |
| Filmmanus              | Midnight in Paris                                 | Woody Allen                        |
| Novell                 | The Coffin-Maker’s Daughter                       | Angela Slatter                     |
| "Small Press"          | Chômu Press                                       | Quentin S. Crisp och Leon Crisp    |
| Special Award          |                                                   | Peter och Nicky Crowther           |

### 2013
| Antologi               | Magic: an Anthology of the Esoteric and Arcane | Jonathan Oliver                           |
| Konstnär               |                                                | Sean Phillips                             |
| Samling                | Remember Why You Fear Me                       | Robert Shearman                           |
| Serier / grafisk roman | Saga                                           | Brian K. Vaughan och Fiona Staples        |
| Fantasyroman           | Some Kind of Fairy Tale                        | Graham Joyce                              |
| Skräckroman            | Last Days                                      | Adam Nevill                               |
| Magazine/Periodical    | Interzone                                      | Andy Cox                                  |
| Nykomling              | Hair Side, Flesh Side                          | Helen Marshall                            |
| Non-Fiction            | Pornokitsch                                    | Anne C. Perry och Jared Shurin            |
| Kortroman              | The Nine Deaths of Dr Valentine                | John Llewellyn Probert                    |
| Filmmanus              | The Cabin in the Woods                         | Joss Whedon och Drew Goddard              |
| Novell                 | Shark! Shark!                                  | Ray Cluley                                |
| "Small Press"          | ChiZine Publications                           | Brett Alexander Savory och Sandra Kasturi |
| Special Award          |                                                | Iain Banks                                |

### 2014[2]
| Antologi               | End of the Road                         | Jonathan Oliver                          |
| Konstnär               |                                         | Joey Hi-Fi                               |
| Samling                | Monsters in the Heart                   | Stephen Volk                             |
| Serier / grafisk roman | Demeter                                 | Becky Cloonan                            |
| Fantasyroman           | A Stranger in Olondria                  | Sofia Samatar                            |
| Film / TV (avsnitt)    | Game of Thrones: The Rains of Castamere | David Benioff och D.B. Weiss             |
| Skräckroman            | The Shining Girls                       | Lauren Beukes                            |
| Magazine/Periodical    | Clarkesworld                            | Neil Clarke, Sean Wallace och Kate Baker |
| Nykomling              | Ancillary Justice                       | Ann Leckie                               |
| Non-Fiction            | Speculative Fiction 2012                | Justin Landon och Jared Shurin           |
| Kortroman              | Beauty                                  | Sarah Pinborough                         |
| Novell                 | Signs of the Times                      | Carole Johnstone                         |
| "Small Press"          | The Alchemy Press                       | Peter Coleborn                           |
| Special Award          |                                         | Farah Mendlesohn                         |

### 2015[3]
| Antologi               | Lightspeed: Women Destroy Science Fiction Special Issue      | Christie Yant                 |
| Konstnär               |                                                              | Karla Ortiz                   |
| Samling                | Nick Nightmare Investigates                                  | Adrian Cole                   |
| Serier / grafisk roman | Through the Woods                                            | Emily Carroll                 |
| Fantasyroman           | Cuckoo Song                                                  | Frances Hardinge              |
| Film / TV (avsnitt)    | Guardians of the Galaxy                                      | James Gunn och Nicole Perlman |
| Skräckroman            | No One Gets Out Alive                                        | Adam Nevill                   |
| "Independent press"    | Fox Spirit Books                                             |                               |
| Magazine/Periodical    | Holdfast Magazine                                            | Laurel Sills och Lucy Smee    |
| Nykomling              | The Three                                                    | Sarah Lotz                    |
| Non-Fiction            | The Letters of Ramsey Campbell and August Derleth, 1961–1971 | red. S.T. Joshi               |
| Kortroman              | Newspaper Heart                                              | Stephen Volk                  |
| Novell                 | A Woman’s Place                                              | Emma Newman                   |
| Special Award          |                                                              | Juliet E. McKenna             |

### 2016[4]
| Antologi               | The Doll Collection                       | Ellen Datlow                                |
| Konstnär               |                                           | Julie Dillon                                |
| Samling                | Ghost Summer: Stories                     | Tananarive Due                              |
| Serier / grafisk roman | Bitch Planet                              |                                             |
| Fantasyroman           | Uprooted                                  | Naomi Novik                                 |
| Film / TV (avsnitt)    | Jonathan Strange & Mr Norrell             | Peter Harness                               |
| Skräckroman            | Rawblood                                  | Catriona Ward                               |
| "Independent press"    | Angry Robot                               | Marc Gascoigne                              |
| Magazine/Periodical    | Beneath Ceaseless Skies                   | red. Scott H. Andrews                       |
| Nykomling              | Sorcerer to the Crown                     | Zen Cho                                     |
| Non-Fiction            | Letters to Tiptree                        | red. Alexandra Pierce och Alisa Krasnostein |
| Kortroman              | The Pauper Prince and the Eucalyptus Jinn | Usman T. Malik                              |
| Novell                 | Fabulous Beasts                           | Priya Sharma                                |
| Special Award          |                                           | The FantasyCon redshirts                    |